# (73522) 2003 MK2
(73522) 2003 MK2 – planetoida z pasa głównego asteroid okrążająca Słońce w ciągu 4,63 lat w średniej odległości 2,78 j.a. Odkryta 22 czerwca 2003 roku.